# Košarkaški klub Željezničar Sarajevo
Il K.K. Željezničar Sarajevo è una società cestistica avente sede nella città di Sarajevo, in Bosnia ed Erzegovina. Fondata nel 1921, gioca nella Super liga Bosne i Hercegovine, e fa parte della polisportiva omonima.
Disputa le partite interne al Dvorana Mirza Delibašić, che ha una capacità di 6.500 spettatori.